# Vilém Goppold Jr.
Vilém Alois Maria August Goppold Jr. (ur. 15 sierpnia 1893 w Pradze, zm. 7 lipca 1945 w Terezinie) – czeski szermierz reprezentujący Czechy, uczestnik igrzysk w Sztokholmie w 1912 roku, gdzie startował indywidualnie we florecie i szpadzie, oraz drużynowo w szpadzie. Jego ojciec Vilém Goppold von Lobsdorf (dwukrotny brązowy medalista z igrzysk w Londynie) i brat Karel także byli szermierzami.

## Występy na igrzyskach

### Turnieje indywidualne
| Igrzyska | Konkurencja | Runda I         | Ćwierćfinał     | Półfinał        | Finał           | Finał           |
| Igrzyska | Konkurencja | Walki przegrane | Walki przegrane | Walki przegrane | Walki przegrane | Miejsce         |
| -------- | ----------- | --------------- | --------------- | --------------- | --------------- | --------------- |
| LIO 1912 | Floret      | 2 Q             | 3               | → Nie awansował | → Nie awansował | → Nie awansował |
| LIO 1912 | Szpada      | 1 Q             | 1 Q             | 4               | → Nie awansował | → Nie awansował |

### Turnieje drużynowe
| Igrzyska | Konkurencja | Pozostali członkowie drużyny                             | Ćwierćfinał  | Ćwierćfinał | Półfinał                                       | Półfinał | Finał            | Finał            |
| Igrzyska | Konkurencja | Pozostali członkowie drużyny                             | Przeciwnik   | Miejsce     | Przeciwnik                                     | Miejsce  | Przeciwnik       | Miejsce          |
| -------- | ----------- | -------------------------------------------------------- | ------------ | ----------- | ---------------------------------------------- | -------- | ---------------- | ---------------- |
| LIO 1912 | Szpada      | Vilém Goppold von Lobsdorf Josef Pfeiffer František Kříž | Norwegia 1:0 | 1 Q         | Dania 0:1 · Wielka Brytania 0:1 · Holandia 0:1 | 4        | → Nie awansowali | → Nie awansowali |